# Parafia Niepokalanego Serca Najświętszej Maryi Panny w Silnie
Parafia Niepokalanego Serca Najświętszej Maryi Panny w Silnie – parafia rzymskokatolicka, znajdująca się w diecezji pelplińskiej, w dekanacie Rytel.